# Zachodni Wołowy Róg
Zachodni Wołowy Róg (słow. Západný volí roh, ok. 2370 m) – turniczka w Wołowym Grzbiecie (Volí chrbát) w Tatrach Wysokich. Znajduje się w głównej grani Tatr na granicy polsko-słowackiej pomiędzy Wołową Przehybą (Nižná Hincova priehyba, ok. 2350 m) a Małą Wołową Szczerbiną (Západná volia štrbina, ok. 2355 m).
Na południową stronę, do Wołowej Kotlinki z turniczki opada ściana o wysokości do 30 m. Jej podstawa sięga Ścieżki Obejściowej. Tej samej wysokości ściana północna sięga podstawą najwyższej części Zachodu Grońskiego.
Pierwsze wejście na turniczkę podczas pierwszego przejścia granią Wołowego Grzbietu: Katherine Bröske i Simon Häberlein 11 września 1905 r. Przejście granią Wołowych Rogów to I i II w skali UIAA. Po zachodniej stronie Zachodniego Wołowego Rogu znajduje się siodełko, z którego można łatwo zejść na Ścieżkę Obejściową.